# Christian Skredsvig
Christian Skredsvig (født 12. marts 1854 i Modum, Buskerud; død 19. januar 1924 i fjeldbygden Eggedal i Sigdal kommune, Buskerud) var en norsk maler og forfatter.
Skredsvig erhvervede 1894 ejendommen Hagan i Eggedal, hvor han boede til sin død 1924. Den er siden 1970 museum for Skredsvigs liv og kunst. Sammen med Theodor Kittelsens hjem Lauvlia og Blaafarveværket markedsføres egnen som "Kunstnerdalen".
| - Ejendomme der indgår i 'Kunstnerdalen' i Buskerud - Hagan set fra haven. Fra 1970 museum for Skredsvigs liv og kunst Foto: Helge Høifødt - Lauvlia, Theodor Kittelsens hjem - Glashytten ved Blaafarveværket, grundlagt 1776 af Christian 7. til fremstilling af koboltblå |

Skredsvig var søn af Erich Hansen Ihleneie Glosimot og Berthe Karine Nilsdatter Garaas, men ændrede sit efternavn til Skredsvig ca. 1870. De var mange søskende og familien var fattig, så Christian kunne kun gennemføre 'omgangsskolen', en omrejsende skole uden fast tilholdssted.
1869 blev han i en alder af 15 år elev på Johan Fredrik Eckersbergs tegne- og malerskole i Christiania (Oslo). Ved Eckersbergs død i 1870 rejste Skredsvig til København hvor han var elev af Vilhelm Kyhn og studerede desuden ved Kunstakademiet og senere ved Akademie der Bildenden Künste München. Skredsvig opholdt sig derefter en del år i Paris, men flyttede 1886 hjem til Norge og gården Fleskum syd for Dælivannet i Bærum kommune, hvor han sammen med kunstnervenner var med til at indlede den nye romantik i norsk maleri i den såkaldte "Fleskumsommer" samme år. Et af Skredsvigs mest berømte malerier Seljefløiten er malet ved Dælivannet, en sø i Bærum.
Det var inspireret af Bjørnstjerne Bjørnsons digt Tonen og færdiggjort 1889.
| - To værker på 'Parisersalonen' 1880 og 1881 - Snekjøring ved Seinen. Skredsvigs første på Parisersalonen, antaget 1880 - Une ferme a Venoix ('En gård i Venoix') i Caen, Calvados Frankrig, 1881 (Guldmedalje på Salon des artistes français, Parisersalonen 1881) |

| - De 'kendte værker' fra infoboksen - Villa Baciocchi, vinterdag ved Ajaccio, 1888 - Seljefløyten, pilefløjten, 1889. Malet ved Dælivannet (no), en sø i Bærum. |

1882 giftede Skredsvig sig med borgerdatteren Margaret Ann "Maggie" Plahte fra Høvik, men skiltes fra hende i 1898. Efter skilsmissen flyttede han til Eggedal, hvor han til sidst byggede sit hjem Hagan. 1898 giftede han sig med den yngre tjenestepige Beret Knudsdatter Holt fra Eggedal, og de fik fire børn sammen.
Naturen ved fjellbygden Eggedal gav Skredsvig fred og inspiration. Kendte malerier fra Eggedal er Vår i Hagan, Idyll og Jupsjøen. 1896 flyttede Skredsvigs gode ven fra tiden i München, kunstneren Theodor Kittelsen, også til Sigdal.
Skredsvig skrev også bøger. 1908 udgav han memoirebogen Dage og Nætter blandt Kunstnere, senere romanerne Møllerens Søn (1912) og Evens hjemkomst (1916). Samleværket Romaner og Fortællinger blev udgivet i tre bind i 1924 med romanerne og ét bind med fortællinger. Senere udgaver af selvbiografien inkluderer også Det gamle skilderi (1921).
| - Fra Sevilla, selvportræt og forfatteren Aasmund Olavsson Vinje - Fra Sevilla i Spanien, 1882 - Selvportræt, 1886 - Forfatteren Aasmund Olavsson Vinje som hyrdedreng, gjetergutt, 1887 - Forfatteren Aasmund Olavsson Vinjes barndomshjem Plassen i Telemark, 1887 |

| - Scener med landskaber - Oktobermorgen ved Grez, Seine-et-Marne, 1881-82 - Ungdomsfest i Eggedal, 1895 - Gimle, en norsk ejendomstype, 'løkke', 1911 |

Skredsvig regnes til den kreds af norske malere der repræsenterer "Nyromantikken i Norge" i perioden 1890-1905.